# Benevolent Dictator for Life
Benevolent Dictator for Life (BDFL) (Dobrotliwy Dożywotni Dyktator) – nieformalny tytuł nadawany osobom zaangażowanym w ruch Open Source, które cieszą się powszechnym poważaniem środowiska i mają istotny wkład w rozwój określonych dziedzin. Dyktator nadaje, mocą swojego niekwestionowanego autorytetu, ogólne kierunki działania i podejmuje kluczowe decyzje, gdy osiągnięcie konsensusu jest trudne lub niemożliwe.

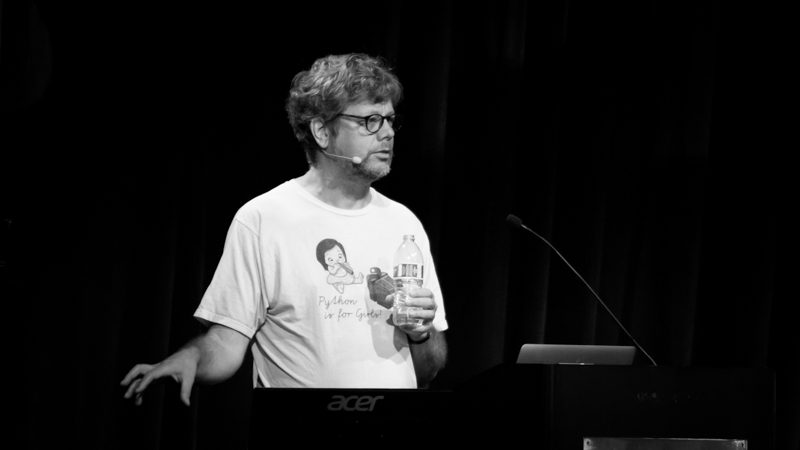
Guido van Rossum

Tytuł pochodzi z 1995 roku. Miał odniesienie do Guido van Rossuma, twórcy języka programowania Python.
Wybrane osoby określane tym tytułem:
| Osoba                     | Projekt       | Rodzaj                     |
| ------------------------- | ------------- | -------------------------- |
| David Heinemeier Hansson  | Ruby on Rails | framework                  |
| Theo de Raadt             | OpenBSD       | system operacyjny          |
| Linus Torvalds            | Linux         | jądro systemu operacyjnego |
| Patrick Volkerding        | Slackware     | dystrybucja Linuksa        |
| Mark Shuttleworth         | Ubuntu        | dystrybucja Linuksa        |
| Larry Wall                | Perl          | język programowania        |
| Ton Roosendaal            | Blender       | program do grafiki 3d      |
| Rich Hickey               | Clojure       | język programowania        |
| Martin Odersky            | Scala         | język programowania        |
| Yukihiro Matsumoto (Matz) | Ruby          | język programowania        |